# Nahuelia rubriventris
Nahuelia rubriventris är en insektsart som beskrevs av Liebermann 1942. Nahuelia rubriventris ingår i släktet Nahuelia och familjen gräshoppor. Inga underarter finns listade i Catalogue of Life.